# Exorista curiensis
Exorista curiensis är en tvåvingeart som beskrevs av Macquart 1850. Exorista curiensis ingår i släktet Exorista och familjen parasitflugor.
Artens utbredningsområde är Schweiz. Inga underarter finns listade i Catalogue of Life.